# Five Live
Five Live è il terzo EP dei Queen, pubblicato nell'aprile del 1993 in collaborazione con George Michael (che presta la sua voce in tutte e 5 le canzoni) e Lisa Stansfield (che duetta con lui nel brano dei Queen These Are the Days of Our Lives).
Due dei cinque brani (Somebody to Love e These Are the Days of Our Lives) furono cantati durante il Freddie Mercury Tribute Concert, svoltosi nella Pasquetta del 1992 all’interno dello stadio di Wembley, e la somma raccolta fu donata al Mercury Phoenix Trust.

L'EP arrivò in testa alle classifiche in Gran Bretagna, riscuotendo un grande successo.
In alcune edizioni è presente una sesta traccia, Dear Friends, canzone dei Queen pubblicata nel 1974 e presente nell'album Sheer Heart Attack.

## Tracce
1. Somebody to Love – 5:17 Cantata da George Michael e i Queen
2. Killer – 5:58 Cantata da George Michael
3. Papa Was a Rollin' Stone – 5:24 Cantata da George Michael
4. These Are the Days of Our Lives – 4:43 Cantata da George Michael, i Queen e Lisa Stansfield
5. Calling You – 6:17 Cantata da George Michael

Traccia bonus
1. Dear Friends – 1:07 Cantata dai Queen